# Dirch passer hund
Dirch Passer hund er en film fra 1952 og er instrueret af Gösta Bernhard

## Medvirkende
- Dirch Passer som Mogens Jensen
- Alice Babs Nilsson som Alice Babs
- Ulrik Neumann som Artist
- Sigrid Horne-Rasmussen som Kvinde i "En Bryllupsnat"
- Inge Østergaard som Offer
- Svend Asmussen som Medvirkende